# Chiesa di San Giorgio (Lovere)
La chiesa di San Giorgio, documentata già nel 1252, è uno degli edifici religiosi più antichi di Lovere, in provincia di Bergamo e diocesi di Brescia.

## Storia
Della struttura originaria della chiesa, edificata nel XIII secolo, la più antica di Lovere indicata per la prima volta nel 1252, rimasta poca traccia viste le numerose modifiche apportate nel corso dei secoli. La principale di queste risale al 1462 quando divenne a croce latina e el 1485, quando la chiesa venne rialzata e ampliata, andando a inglobare, con il presbiterio, nella propria struttura la casa-torre denominata Torre Soca, risalente al Trecento e di proprietà della famiglia Celeri.
Una successiva ristrutturazione, nel 1878 su progetto di Giuseppe Pellini,  ha portato a tre il numero delle navate, demolendone però il campanile, La navata centrale è composta da semicolonne corinzie che reggono la trabeazione e la grande volta a botte, mentre le due navate laterali hanno le volte a crociera. La decorazione del presbiterio e dell'abside sono opera di Giuliano Volpi al termine del XIX secolo.

## Descrizione

### Esterno
La facciata a capanna si affaccia su via Cavour, edificata nella prima metà del Seicento, ospita centrale, il portale in arenaria realizzato da Simone Sacella di Lovere nel 1655. La parte superiore ospita la statua di san Giorgio che uccide il drago di Giovanni Maria Benzoni e presente dall'Ottocento per volontà del conte Luigi Tadini. La facciata si conclude con l'apertura ad arco atta a illuminare l'aula.

### Interno
All'interno, a tre navate, si possono ammirare opere di grande spessore artistico: il Mosè che fa scaturire l'acqua dalla rupe di Jan de Herdt del 1657, l'Ultima cena di Giovan Battista Cavagna e la Trinità con la Vergine e san Giorgio di Antonio Gandino per la pala d'altare.
La navata centrale presenta semicolonne corinzie che reggono la trabeazione e la grande volta a botte, mentre le due navate laterali hanno le volte a crociera. La decorazione del presbiterio e dell'abside sono opera di Giuliano Volpi al termine del XIX secolo.
Gli altari laterali ospita lavori della chiesa più antica. Vi sono sculture della famiglia Fantoni di Rovetta. L'altare della Madonna del Rosario posta nellanavata di sinistra presenta due grandi angeli lignei sempre dei Fantoni nel 1717, del medesimo tempo è anche il grande crocifisso ligneo. I Fantoni hanno lavorato nella chiesa anche per la realizzazione dell'ingresso del presbiterio, il trono della Madonna del Rosario e la grande ancona lignea dorata posta sul primo altare a destra, che ospita la tela Immacolata tra i santi Francesco d'Assini e Francesco di Paola di Francesco Monti. Il fonte battesimale risale al XVI secolo.
Il presbiterio ospita l'altare in legno dorato del Settecento e come pala d'altare la tela del bresciano Antonio Gandino del 1590 raffigurante il Martirio di san Giorgio inserita nella cornice lignea realizzata da Girolamo de Nodari, Il Gandino aveva già lavorato a Lovere per la chiesa parrocchiale di Valvendra.. Completa il presbiterio due tele datate intorno al 1720 di Antonio Cifrondi raffiguranti due santi a cavallo.,